# Crackstate
Crackstate is een monumentale state in de Friese plaats Heerenveen.

## Beschrijving
De Crackstate werd in 1648 gebouwd in opdracht van Johannes Sytzes Crack, grietman van Aengwirden, op de plaats waar al een state uit 1608 stond. Het ontwerp is waarschijnlijk van Willem de Keyser, zoon van de beroemde Hendrick de Keyser. Het gebouw doet dan ook enigszins Amsterdams aan. Het is omgeven door een gracht. De brug over de gracht stamt, zoals vermeld op een ingemetselde steen, uit 1775. De poort voor de brug is afkomstig uit de buurt van Hoorn en vermeldt het jaar 1819. Tot 1833 deed de state dienst als woonhuis van de geslachten van de familie Crack. Daarna werd het gebouw eigendom van het Rijk. In 1890 werd een gevangenis bijgebouwd. Meer dan een eeuw diende het pand als gerechtsgebouw en als Huis van Arrest (gevangenis). Tijdens de Tweede Wereldoorlog werd in deze gevangenis gemarteld. Op 15 maart 1945 werden er tien mensen gefusilleerd.
In 1949 werd Crackstate eigendom van de gemeente. Sinds 1952 doet het pand dienst als gemeentehuis van Heerenveen. In 1993 werd een nieuw gemeentehuis naast de state gebouwd. De twee panden zijn wel met elkaar verbonden. De trouwzaal is in het monumentale pand.
Crackstate heeft een toren met een koepeltje, dat waarschijnlijk als uitkijkpost werd gebruikt. In 1962 werd er een beiaard met 37 klokken in geplaatst, die in 1985 is gereviseerd en werd uitgebreid met twee klokken.

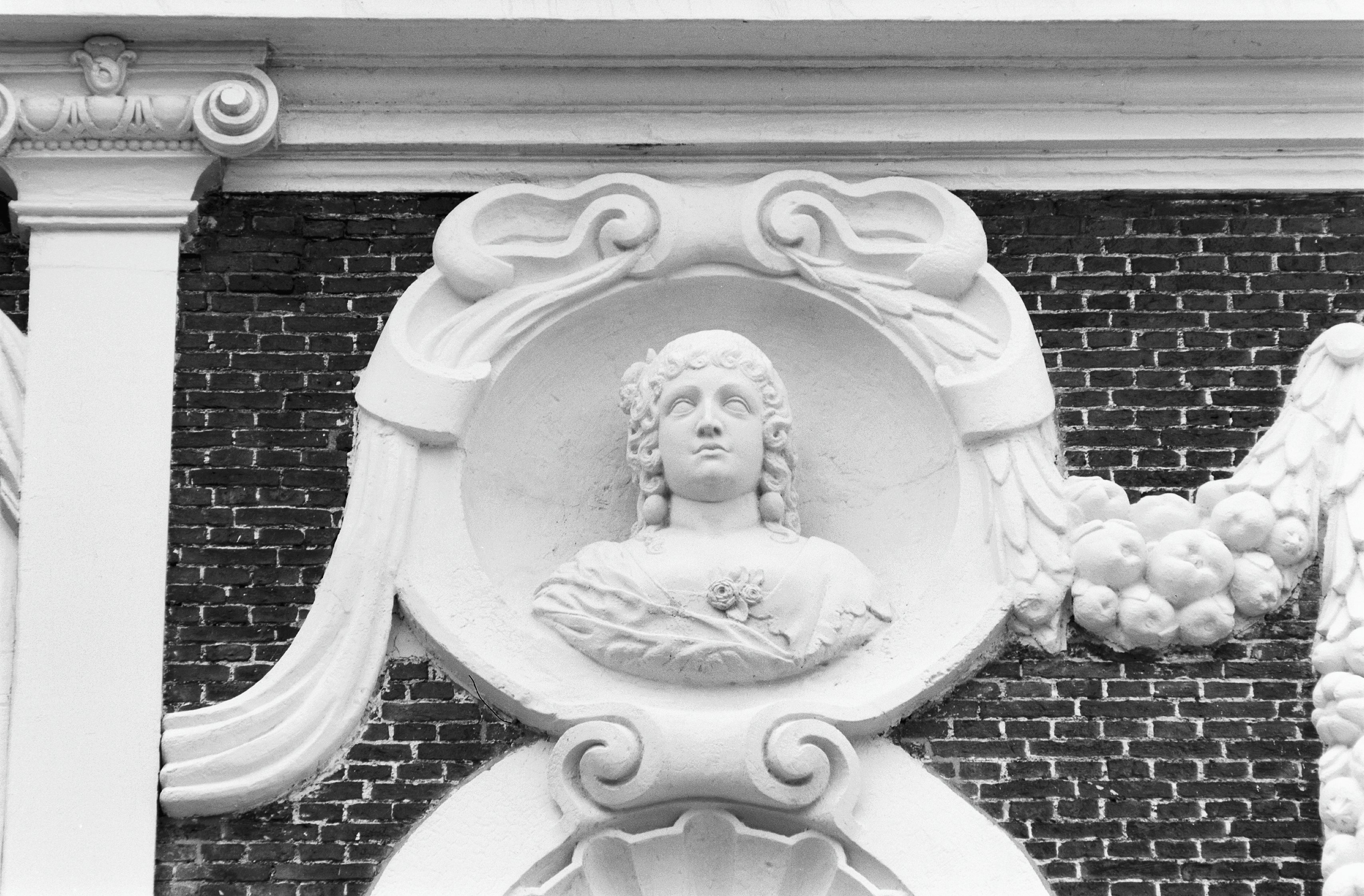
Beeld in het fronton (1984)
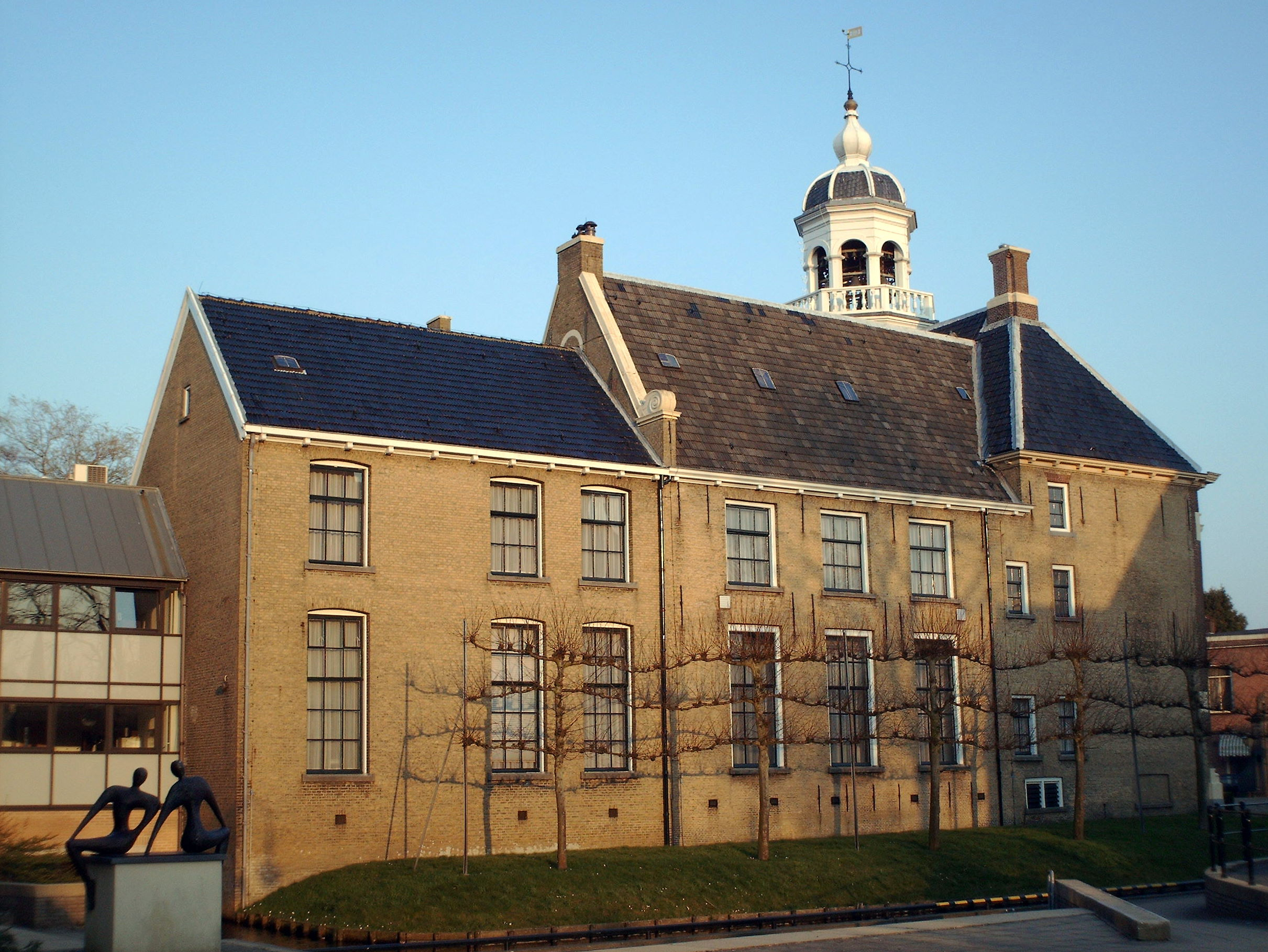
Westzijde (2007)
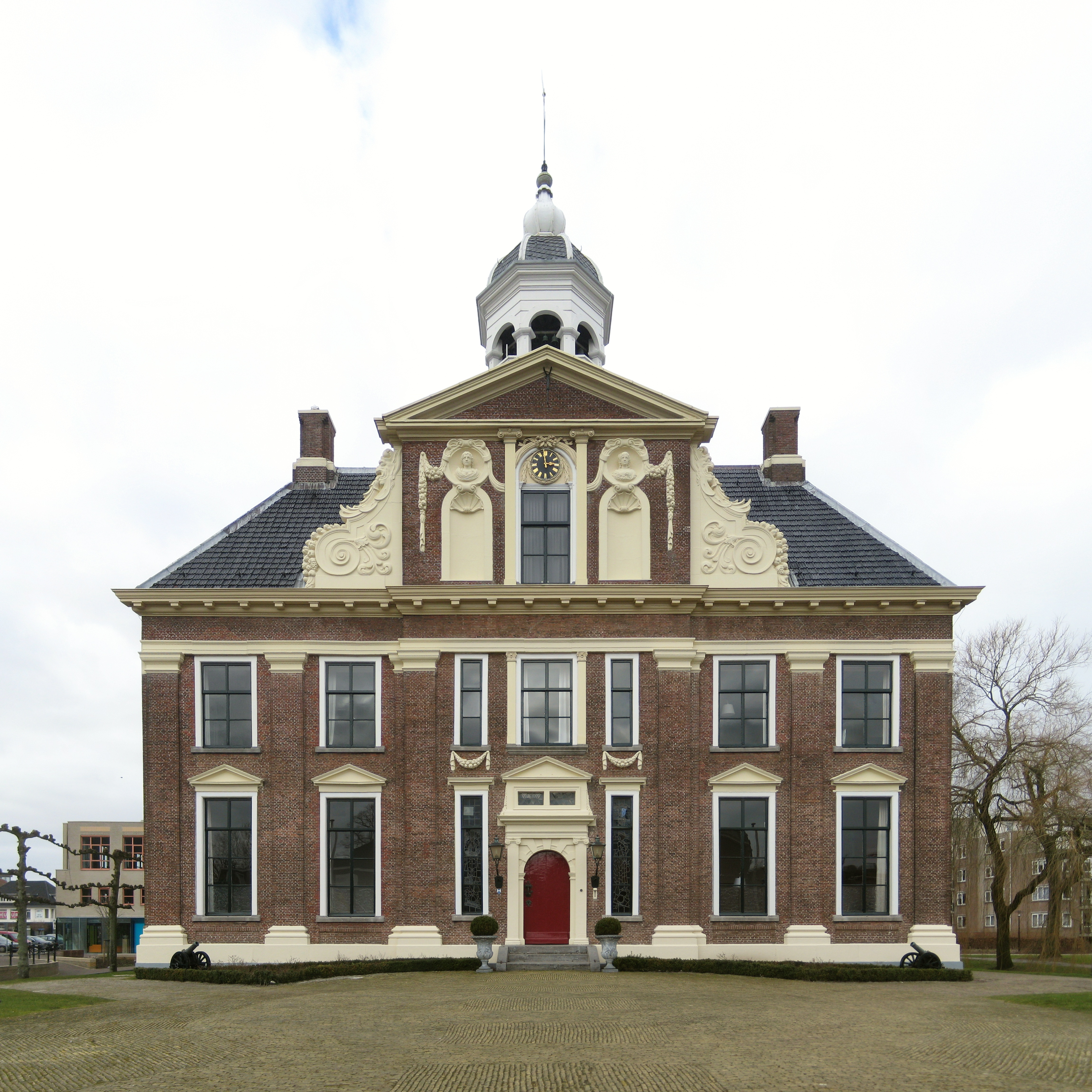
Voorgevel (2013)
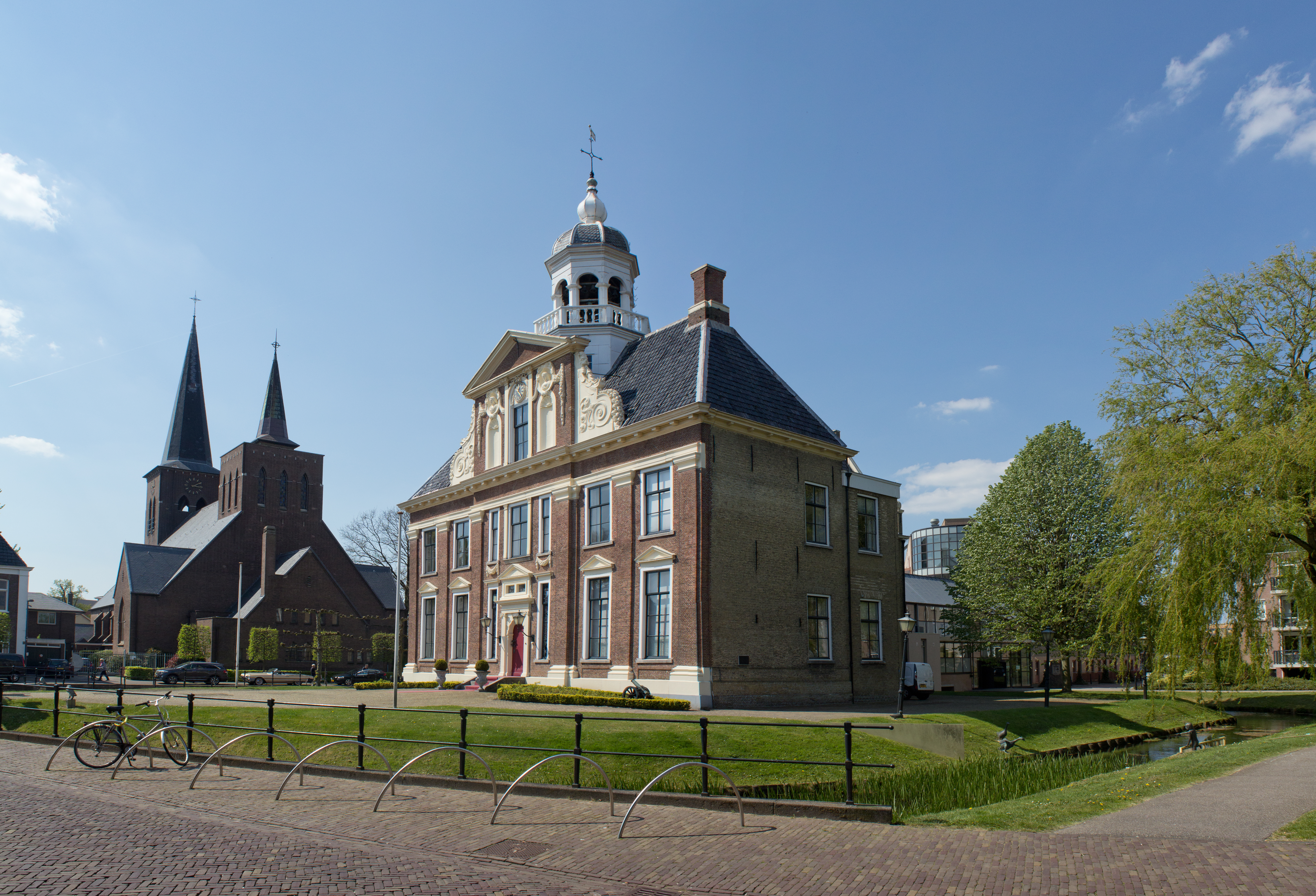
Oostzijde en de Heilige Geestkerk (2016)

Ald Slot · Amelandshuis · Klein Botnia · Camminghahuis · Crackstate · Dekemastate · Epemastate · Harsta State · Hemmema State · Heeremahuis · Herema State · Poptaslot · Jongema State · Keimpemastins · De Klinze · Liauckama State · Museum Martena · Papingastins · Princessehof · Schierstins · Sickema State · Stadhouderlijk Hof · Stania State · Waltastins · Uniastate · Ylostins (verdwenen)